# Zmagoslavje podgan
Zmagoslavje podgan je roman Milana Dekleve; izšel je leta 2005 pri Cankarjevi založbi.

## Vsebina
Gre za sodoben roman z ekspresionističnimi prvinami. Zanj je značilna dvojnost, ki jo lahko zasledimo v zgradbi (razlika med realnimi in izmišljenimi dogodki), v glavnem junaku (niha med realnostjo in halucinacijami) in v notranjem dogajanju glavnega junaka (na eni strani je ljubezenska zgodba z Josipino Deželak, na drugi pa junakovo literarno ustvarjanje). Avtor je v romanu predstavil nekoliko prirejeno biografijo slovenskega dramatika Slavka Gruma.
Osrednjega junaka, Slavka Groma, prvič srečamo na Dunaju, kjer zaključuje študij medicine. Vendar pa v njegovem življenju študij ni na prvem mestu, Slavko je namreč literat in vse je podrejeno iskanju ustvarjalnega zagona za dramo Goga, ki jo že dalj časa snuje. V njej želi zajeti vso bedo, otopelost, norost, sprevrženost in nenazadje grozo, ki jo srečuje na vsakem koraku in ki se je naselila že tudi vanj. S svojimi idejami sameva tako na Dunaju, kot tudi v Ljubljani, kjer se naseli po koncu študija. Prijatelji ga sicer podpirajo, a Slavko se vse pogosteje iz realnosti umika v svoj notranji svet, tudi s pomočjo morfija. Ko mu dramo le uspe napisati, ugotovi, da ga je dokončno zapustilo dekle, ki jo je imel sicer zelo rad, a ne dovolj, da bi zaživel normalno. Tako mu na koncu ne preostane drugega, kot da se vda v nenaklonjeno usodo in se umakne v Zagorje, kjer postane vaški zdravnik in preneha z resnim pisanjem.
Avtor za roman pravi, da ni biografski roman, saj v delu ni uporabljen noben citat Grumovega dela. Želel je napisati roman o prejšnjem stoletju, o bistvenih vzponih in padcih človeka, o poetičnih vzponih ter moralnih in etičnih zdrsih. Ko je iskal model, po katerem bi se lotil zapisa mu je bil Slavko Grum najbolj primeren, saj je prav on v svojem življenju in literaturi združil vzpone ter padce. 
Dekleva se je na pisanje romana pripravljal z zbiranjem in branjem časopisov, ki so izhajali v tistem času. Predvsem je bral časopis Jutro, ker je bil Grum njihov sodelovec in ker je bil to kvaliteten časopis.

## Nagrade
- Leta 2006 je prejel Kresnikovo nagrado

## Izdaje
- Slovenska izdaja romana iz leta 2005 (COBISS)